# Blurryface
Blurryface is het vierde studioalbum van het Amerikaanse muziekduo Twenty One Pilots en werd uitgebracht op 17 mei 2015. Het is het tweede album van de band dat werd uitgebracht door het label Fueled by Ramen. De eerste single van het album was "Fairly Local", tevens uitgebracht op 17 mei 2015. Het album bevat ook de single, "Stressed Out" en "Ride", die nummer 2 en nummer 5 behaalden op de Billboard Hot 100. 
Het album heeft meer dan 1,5 miljoen kopieën verkocht in de Verenigde Staten.

## Tracklist
1. Heavydirtysøul
2. Stressed Øut
3. Ride
4. Fairly Løcal
5. Tear In My Heart
6. Lane Bøy
7. The Judge
8. Døubt
9. Pølarize
10. We Døn't Believe What's On Tv
11. Message Man
12. Hømetøwn
13. Nøt Tøday
14. Gøner